# Двигатель Toyota J
Toyota J — серия рядных четырёхцилиндровых дизельных двигателей внутреннего сгорания японского автопроизводителя Toyota, выпускавшихся с марта 1964 по 1983 год.

## J
Объём двигателя J 2,3 л (2336 см3), 8 клапанов на цилиндр. Впервые двигатель был представлен в марте 1964 года. Диаметр цилиндра и ход поршня составляют 88 мм × 96 мм, а степень сжатия — 18,5:1. Мощность 48 кВт (65 л. с.) при 3600 об/мин.

### Устанавливался на
- Toyota Dyna JK170
- Toyota Light Bus JK170B

## 2J
Двигатель 2J выпускался с 1969 по 1983 год. Его объём составляет 2,5 л (2481 см3), мощность — 51—55 кВт (70—75 л. с.) при 3600 об/мин.

### Устанавливался на
- Toyota ToyoAce JY16
- Toyota 700kg Shovel Loader SD7[3]